# Willem Hussem
Willem Hussem (Rotterdam, 29 de gener 1900 — La Haia, 21 de juliol 1974) era un poeta, pintor i escultor neerlandès.
Hussem va estudiar a l'Acadèmia d'Arts Visuals de Rotterdam durant un any i després va estudiar amb l'artista gràfic Dirk Nijland. Des de 1919 es va dedicar completament a la pintura. Va romandre a França durant anys, on es va estar molt de temps a Angles a Occitània. Es va establir definitivament a La Haia el 1936. Allà va conèixer nombrosos pintors i escriptors al bar «De Posthoorn», un punt de trobada d'artistes. És principalment l'escriptor J.C. Bloem (1887-1966) que el va estimular a escriure poesia.

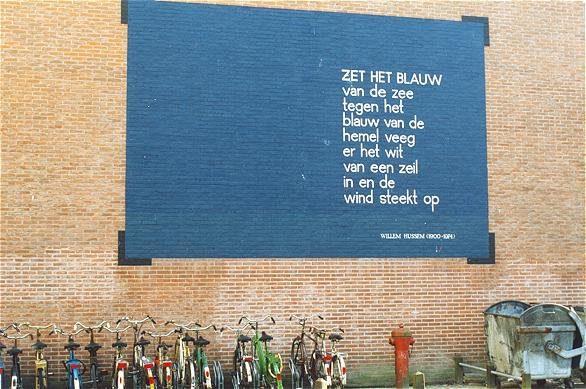
Poema visual zet het blauw

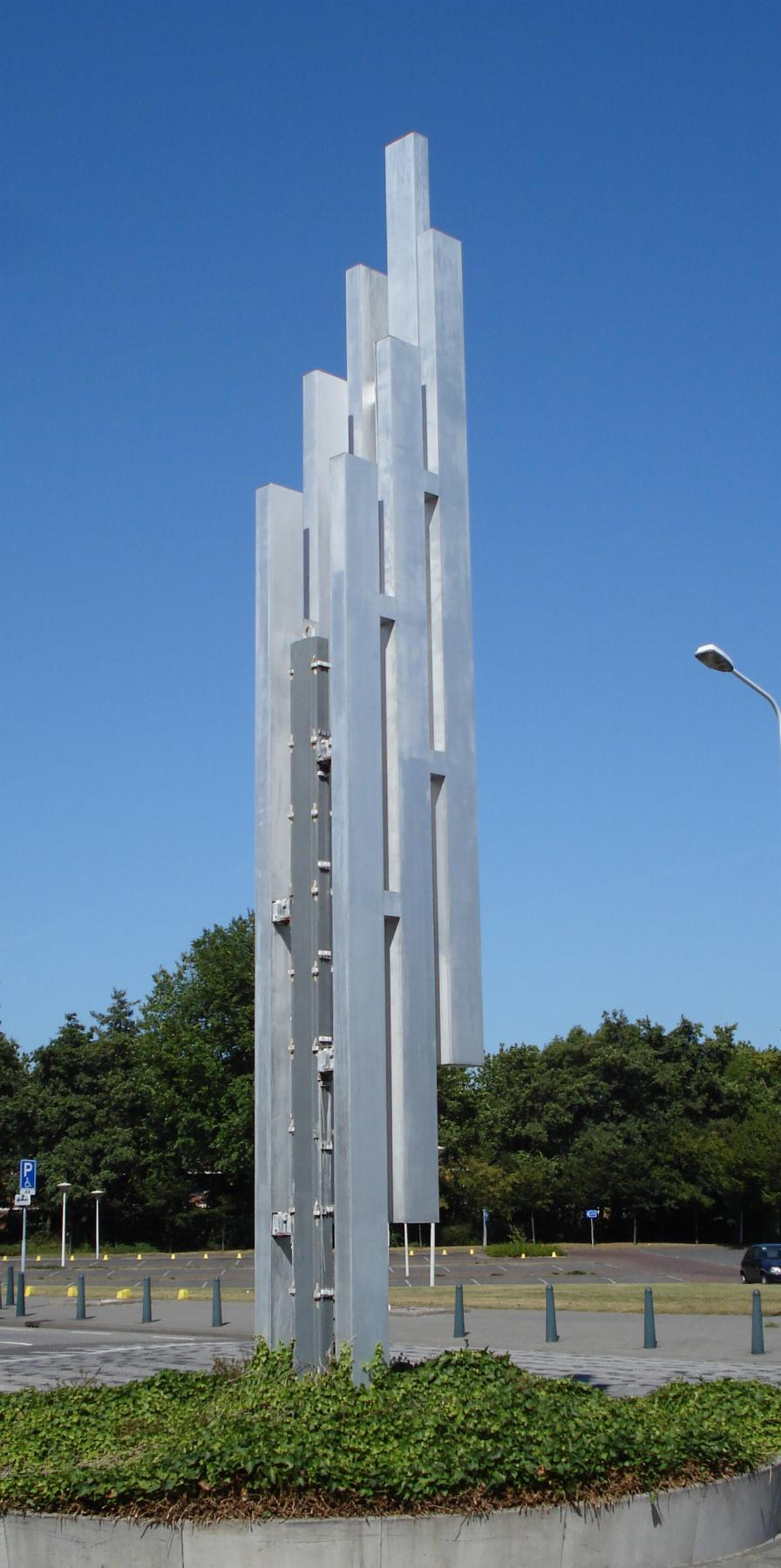
Escultura «Object» a La Haia

Les seves obres visuals van evolucionar a poc a poc. Durant el seu període francès va realitzar obres impressionistes poc excepcionals. Va tenir un bloqueig d'artista de 1938 a 1945. Va tornar a l'art visual pel seu interés per al budisme zen i la cal·ligrafia que va evolucionar vers una cal·ligrafia abstracte.

## Obres destacades
Poesia
- De kustlijn de 1940
- Schaduw van de Hand de 1964, premi Jan Campert

Art visual
Obres seves s'exposen al Museu Municipal de La Haia, l'Stedelijk Museum Amsterdam, el Museu de Dordrecht i el Rijksmuseum Twenthe.